# István Horthy
István Horthy (ur. 12 września 1904, zm. 20 sierpnia 1942) – węgierski polityk, oficer lotnictwa, syn regenta Węgier Miklósa Horthyego.
W młodości, razem z bratem Miklósem, pomimo wyznania reformowanego, udzielał się w katolickim harcerstwie węgierskim (Magyar Cserkészszövetség). W 1928 ukończył studia inżynierskie i wyjechał do Stanów Zjednoczonych, gdzie pracował w zakładach Ford Motor Company w Detroit.
Po powrocie do Królestwa Węgier zatrudnił się w zakładach kolejowych MÁVAG. W latach 1934–1938 był dyrektorem fabryki, następnie jej prezesem.
Był przeciwnikiem polityki nazistowskiej, także Ostatecznego Rozwiązania. W styczniu 1942 roku ojciec ogłosił go swoim następcą, István zaczął wówczas zyskiwać na popularności. Wkrótce potem trafił na front wschodni.
Zginął w ZSRR, wkrótce po pojawieniu się na froncie. Jego samolot w niewyjaśnionych okolicznościach został zniszczony w katastrofie lotniczej.